# Taro (Bafia)
Pour les articles homonymes, voir Taro.
Taro est une localité du Cameroun, située dans l'arrondissement (commune) de Bafia, le département du Mbam-et-Inoubou et la région du Centre.

## Population
Lors du recensement de 2005, on y a dénombré 610 personnes.